# Simon Morgan Wortham
Simon Morgan Wortham est un universitaire, écrivain, critique littéraire et théoricien de littérature et de philosophie, professeur en sciences humaines à l'Université de Kingston à Londres dont les travaux se concentrent principalement sur la déconstruction, les écrits de Jacques Derrida,, la réitération de la pensée post-structuraliste aux traditions marxistes et réalistes en philosophie,,.

## Formation
Morgan Wortham a obtenu une licence (1988), une maîtrise (1989) ainsi qu'un doctorat (1994) en littérature anglaise (1988), tous trois à l'Université du Sussex,.